# Хоенщауфен
Хоенщауфен, наричани Щауфени или Швабската династия (на немски: Staufer; Hohenstaufen) са швабски благороднически род, херцози на Швабия (1079– 1268), крале и императори на Свещената Римска империя (СРИ, 1138 – 1198; 1218 – 1250) и крале на Сицилия (1197 – 1266) Името идва от наследственото владение на Замъка Хоенщауфен при Гьопинген, Югозападна Германия.

## Историческа справка
Династията води началото си Фридрих фон Бюрен (1020 – 1094), феодал от Вюртемберг. Синът му Фридрих I фон Щауфен наследява през 1079 г. херцогство Швабия и построява замъка Хоенщауфен в Алпите, който дава името на династията. През 1089 г. той се жени за Агнес, дъщеря на императора на СРИ Хайнрих IV, който брак позволява на неговите потомци да претендират за короната на Свещената Римска империя. Конрад III (1138 – 1152), е първият германски император от династията на Хоенцолерните, макар че до края на живота си не успява да отиде за официална коронация в Рим. Управлението му протича под знака на борбата с могъщия феодален род Велфи. Конфликтът се пренася и в италианските владения на империята, където противниците на Конрад III носят названието „гвелфи“, а привържениците му – „гибелини“. Владетелят предвожда германските рицари, взели участие във Втория кръстоносен поход, на връщане от който умира.
Внукът на Фридрих I фон Щауфен, император Фридрих I Барбароса поставя началото на амбициозна политика, която цели да превърне императора в глава на западноевропейските монархии и да ограничи властта на папата. Друга негова задача е да подчини на централната власт размирните феодали в Германия, най опасен сред които е саксонският херцог Хайнрих Лъв. Излязъл победител в борбата срещу аристокрацията (1181), императорът получава възможност за действие в Северна Италия. Стремежът е да подчини на своето управление градовете в Ломбардия, най-значителен сред които е Милано. Следващата му стъпка е да наложи авторитета си над Светия престол, ограничавайки правомощията на папата. Тази амбициозна политика скоро се натъква на противодействие. Стремежът за възстановяване на загубените свободи обединява северноиталианските градове начело с Милано. Създадена е Ломбардската лига (1167), подкрепяна от папата. Фридрих I решава да ликвидира съпротивата им, но търпи катастрофално поражение в битката при Леняно (1176) и е принуден да отстъпи. С цената на демонстративно покаяние във Венеция (1177) императорът признава неуспеха на италианската си политика, но за него това е временно отстъпление. Превземането на Йерусалим от войските на египетския султан Саладин насочва вниманието му на изток. Застанал начело на могъща рицарска армия, той се отправя към Палестина като един от ръководителите на Третия кръстоносен поход (1189 – 1192). Загива нелепо, удавяйки се при преминавате на река Киднос в Мала Азия.
Най-малкият син на Фридрих I Барбароса, Филип Швабски, първоначално е определен за клирик и става епископ на Вюрцбург. През 1195 г. е провъзгласен от привържениците си за крал на Германия, но загива в борбата със своя съперник, брауншвайгския херцог Ото IV. След трагичната смърт на Фридрих I Барбароса за император е обявен вторият му син Хайнрих VI (1191 – 1197). Той наследява проблемите на бащиното си управление – непокорството на германските князе, подклаждано от Хайнрих Лъв, и стремежа за утвърждаване на властта в Италия. Справя се успешно с вътрешните проблеми на империята, а бракът му с Констанс, дъщеря на краля на Сицилия Роже II, му дава възможност да присъедини наследствените ѝ владения към своя домен. Налага със сила властта си над острова, но неговата преждевременна смърт слага край на амбициите му.
Короната на Сицилия е наследена от единствения син на Хайнрих VI, Фридрих II (Федериго I), като в същото време в Германия започват междуособици сред претендентите за императорския престол – чичо му Филип Швабски и Ото IV. Отстоявайки бащиното си наследство, младият Фридрих II успява да разгроми Ото IV и през 1220 г. е коронован от папата за император на Свещената Римска империя. След като се сражава срещу мюсюлманите в Палестина (1229) по време на шестия кръстоносен поход, той се заема да наложи властта си над непокорните северноиталиански градове и германски феодали. Съюзът на Ломбардската лига с Папството обръща императора срещу Рим и води до отлъчването му от църквата. Един от най-образованите хора на своето време, Фридрих II превръща Сицилия в модерно устроена държава и си спечелва славата на покровител на литературата и изкуствата. Владетелят обаче умира в конфликт с по-голямата част от германските си поданици. Смъртта му поставя началото на жестока анархия в империята.
Конрад IV, трети син на Фридрих II, наследява императорската титла и кралство Сицилия. Той умира млад, сражавайки се срещу германските си противници. Неговият единствен син Конрадин (Конрад V) наследява херцогство Швабия и започва поход в Италия, чиято цел е да установи властта му в Неапол и Сицилия и да прогони оттам претендента за короната – граф Карло I д’Анжу. Победен от съперника си Конрадин попада в плен и е екзекутиран в Неапол през 1268 г. Той е последният законен представител на династията Хоещауфен.

## По-важни представители
- Фридрих I (ок. 1050 – 21.1.1105), син на феодала от Вюртембург Фридрих фон Бюрен, херцог Швабия (1079—1105), ∞ 1089 за Агнес (1074/75 – 1143), дъщеря на императора на СРИ Хайнрих IV
  - Фридрих II Едноокия (ок. 1090 – 6.4.1147), херцог на Швабия (1105 – 1147), ∞ (1) ок. 1121 за Юдит (1103 – 1131), дъщеря на баварския херцог Хайнрих IX, ∞ (2) 1135 за Агнес, дъщеря на граф Фридрих фон Саарбрюкен
    - Фридрих I Барбароса (1) (1122 – 10.6.1190), херцог на Швабия (Фридрих III (1147 – 1155), крал на Германия (1152 – 1155), крал на Италия (1154 – 1186), император на СРИ (1155 – 1190), граф на Бургундия (1156 – 1184), крал на Бургундия (1178 – 1190), ∞ (1) 1147 (развод 1153) за Адела, дъщеря на маркграф Диполд III фон Фобург, ∞ (2) 1156 за Беатрис (1143/44 – 1184), дъщеря на бургундския граф Райналд III
      - Фридрих V (2) (16.7.1164 – 20.1.1191), херцог на Швабия (1167 – 1191)
      - Хайнрих VI (2) (1165 – 28.9.1197), крал на Германия (1169 – 1191), император на СРИ (1191 – 1197), крал на Сицилия (Хайнрих I, 1194 – 1197), ∞ 1186 за Констанс (1154 – 1198), дъщеря на краля на Сицилия Роже II
        - Фридрих II (26.12.1194 – 13.12.1250), крал на Сицилия (Федериго I, 1197 – 1250), херцог на Швабия (Фридрих VI, 1212 – 1217), крал на Германия (1212 – 1220), император на СРИ (1220 – 1250), крал на Йерусалим (1225 – 1228), ∞ (1) 1210 за Констанца (†1222), дъщеря на арагонския крал Алфонсо II, ∞ (2) 1225 за кралицата на Йерусалим Изабела II (†1228), ∞ (3) 1235 за елизабет, дъщеря на английския крал Джон I Безземни
          - Хайнрих VII (1) (1211 – 12.2.1248), херцог на Швабия (Хайнрих II, 1217 – 1235), крал на Германия (1220 – 1235), ∞ за Маргарет (†1267), дъщеря на австрийския херцог Леополд VI
          - Енцио (1-ви извънбрачен син) (1220 – 1272), титулярен крал на Сардиния (1243 – 1249)
          - Конрад IV (2) (25.4.1228 – 21.5.1254), крал на Йерусалим (1228 – 1254), херцог на Швабия (Конрад III, 1235 – 1246), крал на Германия (1237 – 1254), крал на Сицилия (Конрад I, 1250 – 1254), ∞ 1246 за Елизабет (1227 – 1273), дъщеря на баварския херцог Ото II
            - Конрадин (25.3.1252 – 29.10.1268), крал на Сицилия (Конрад II, 1254 – 1268), крал на Йерусалим (Конрад III, 1254 – 1268), херцог на Швабия (Конрад IV, 1262 – 1268)

          - Манфред (2-ри извънбрачен син) (1232 – 26.2.1266), крал на Сицилия (1258 – 1266), ∞ (1) 1247 за Беатриче († 1259), дъщеря на савойския граф Амадей IV, ∞ (2) 1259 за Елена, дъщеря на епирския деспот Михаил II Комнин

      - Ото I (2) (1167 – 2.1.1200), пфалцграф на Бургундия, ∞ 1192 за Маргарита (ок. 1170 – 1230), дъщеря на граф Тибо V дьо Блоа
      - Конрад II (2) (1172 – 15.8.1195), херцог на Ротенбург (1188 – 1195), херцог на Швабия (1191 – 1195), ∞ 1188 (анулиран) за Беренгела (1180 – 1246), дъщеря на кастилския крал Алфонсо VIII
      - Филип Швабски (2) (ок. 1176 – 21.8.1208), епископ на Вюрцбург (1191 – 1208), херцог на Сполето (Филипо, 1195 – 1208), херцог на Швабия (1196 – 1208), крал на Германия (1198 – 1208), ∞ 1197 за Ирина (†1208), дъщеря на византийския император Исак II Ангел

    - Конрад (2) (1135 – 8.11.1195), пфалцграф на Рейн (1156 – 1195), ∞ 1159 за Ирмгард (†1197), дъщеря на граф Бертхолд I фон Хенеберг

  - Конрад III (1093 – 15.2.1152), анти-крал на СРИ (1127 – 1135), император на СРИ (1138 – 1152), ∞ 1134 за Гертруда (†1146), дъщеря на граф Беренгар I фон Зулцбах
    - Хайнрих Беренгар (1137 – 1150), крал на Германия заедно с баща си (1147 – 1150)
    - Фридрих IV (ок. 1144/1145 – 19.8.1167), херцог на Швабия (1152 – 1167), ∞ 1166 за Гертруда (ок. 1155 – 1196), дъщеря на херцога на Саксония и Бавария Хайнрих Лъв.[2]